# Phytomyza fasciata
Phytomyza fasciata är en tvåvingeart som beskrevs av Johann Wilhelm Meigen 1830. Phytomyza fasciata ingår i släktet Phytomyza och familjen minerarflugor.
Artens utbredningsområde är Tyskland. Inga underarter finns listade i Catalogue of Life.